# Leve äktenskapet
Leve äktenskapet är en amerikansk film i regi av John M. Stahl som bygger på en bok av Arnold Bennett. Nunnally Johnson skrev filmmanuset och nominerades till en Oscar för det.

## Handling
Den tillbakadragne konstnären Priam Farll blir genom ett missförstånd dödförklarad. Först tycker han bara det är skönt, men sedan träffar han Alice Chalice som han gifter sig med. Farll får sedan problem då han tvingas dölja sin identitet för en rad personer och sin nya fru.

## Rollista
- Monty Woolley - Priam Farll
- Gracie Fields - Alice Chalice
- Laird Cregar - Clive Oxford
- Una O'Connor - Sarah Leek
- Alan Mowbray - Pennington
- Melville Cooper - Dr. Caswell
- Franklin Pangborn - Duncan Farll
- Ethel Griffies - Lady Vale
- Eric Blore - Henry Leek
- George Zucco - Crepitude
- Fritz Feld - kritikern